# كلايتون (لاعب كرة قدم)
كلايتون (بالبرتغالية: Cleiton Oliveira Pinto‏) هو لاعب كرة قدم برازيلي في مركز الوسط، ولد في 21 ديسمبر 1979 في باريراس في البرازيل. لعب مع النادي العربي وإستريلا دا أمادورا وجمعية أرابيراكا الرياضية ونادي أنابولينا ونادي ريو أفي ونادي سانتا كلارا ونادي فورتاليزا ونادي فيلا نوفا ونادي كشله.

## وصلات خارجية
- كلايتون (لاعب كرة قدم) على موقع قاعدة بيانات كرة القدم.إي يو (الإنجليزية)
- كلايتون (لاعب كرة قدم) على موقع Soccerway.com (الإنجليزية)